# تیم ملی بسکتبال آفریقای جنوبی
تیم ملی بسکتبال آفریقای جنوبی، نماینده آفریقای جنوبی در مسابقات بین المللی بسکتبال است.  این تیم توسط فدراسیون بسکتبال این کشور اداره می شود.
تیم آفریقای جنوبی یکی از تازه ترین تیم های عضو شده در فیبا است، این تیم در سال ۱۹۹۲ به فیبا پیوست.